# Igrzyska Europejskie 2023
Igrzyska Europejskie 2023 – 3. edycja igrzysk europejskich, zorganizowana w Polsce, głównie w Małopolsce, od 21 czerwca do 2 lipca 2023.

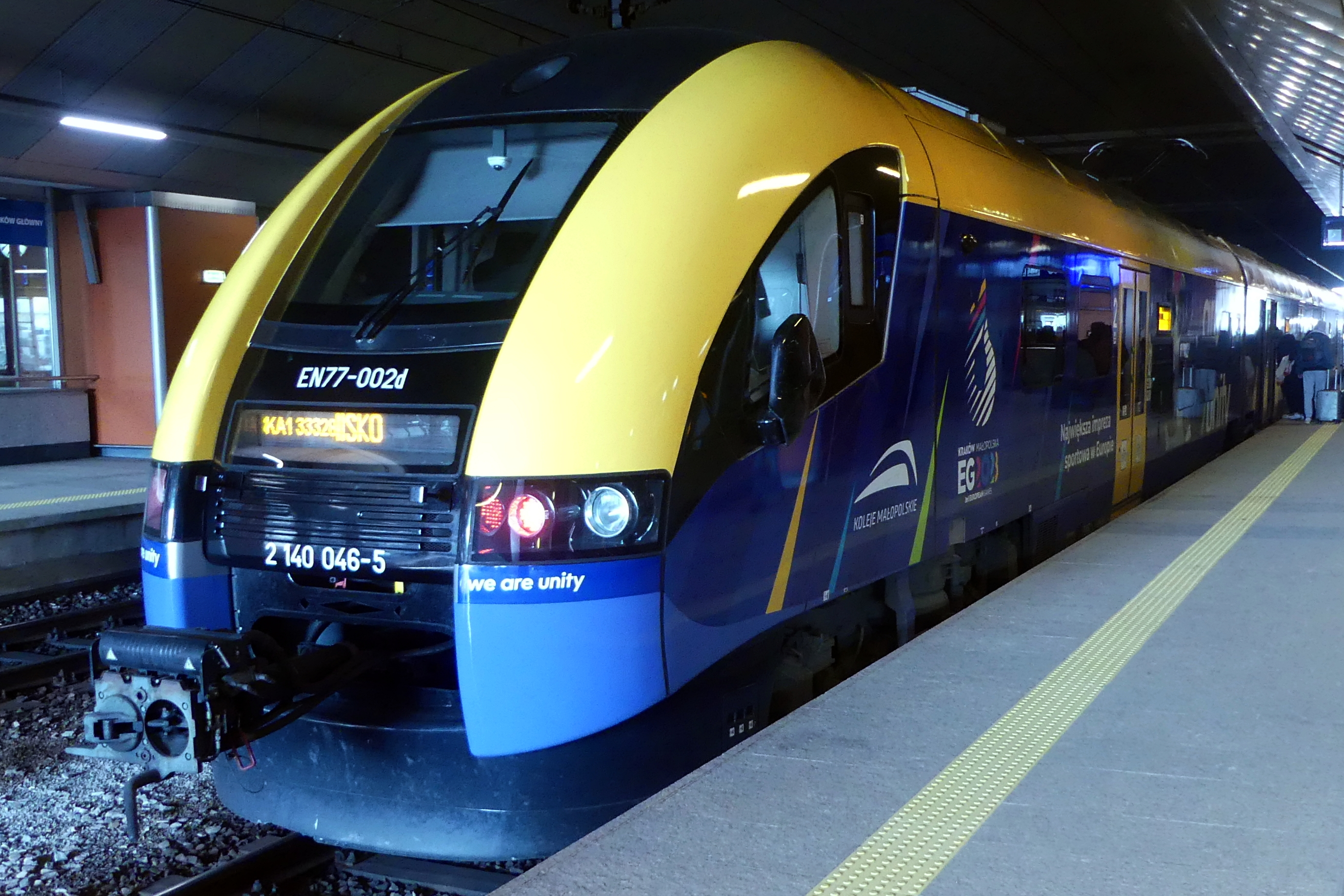
Pociąg Kolei Małopolskich w barwach Igrzysk Europejskich 2023

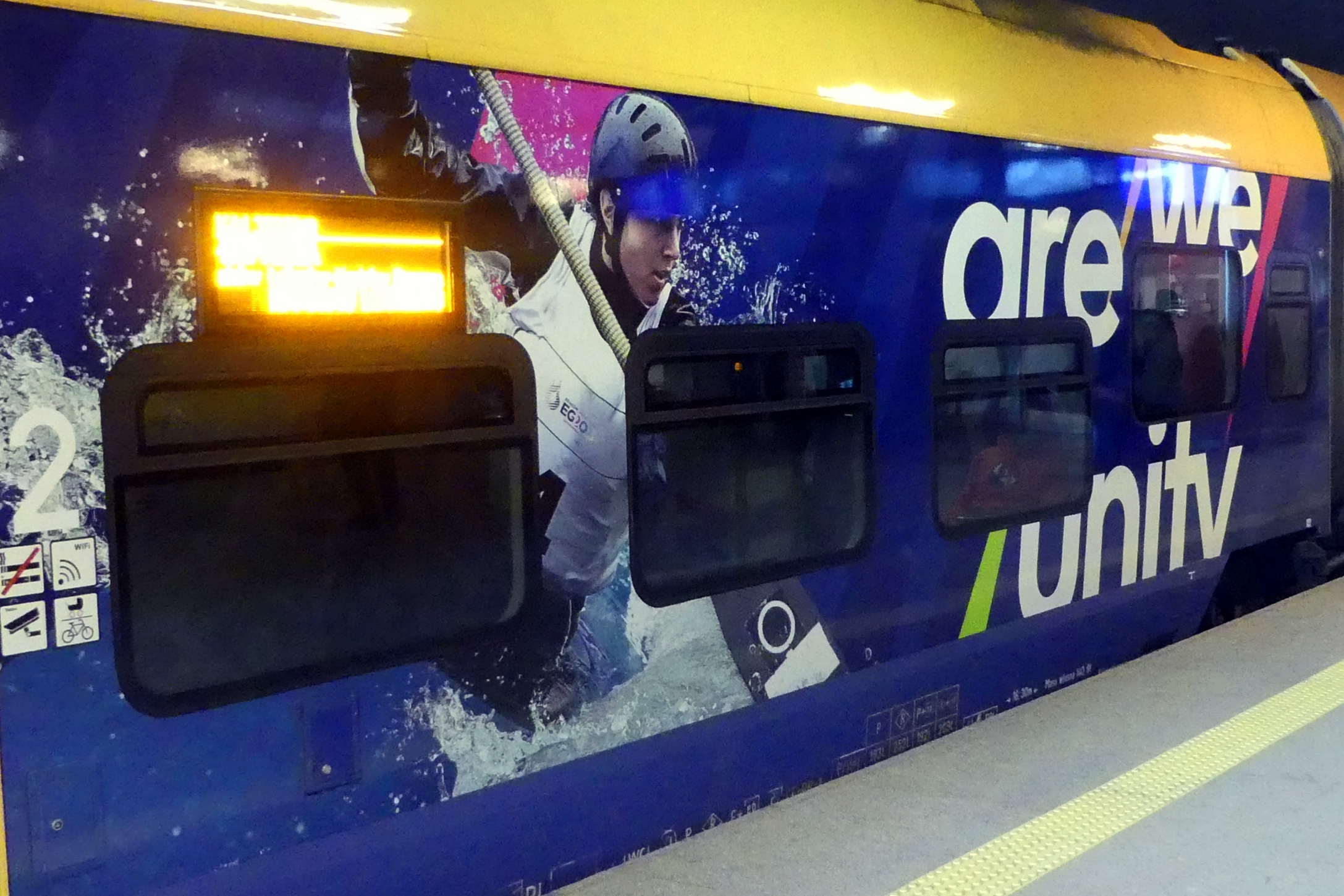
„We are unity” – slogan promujący wydarzenia sportowe igrzysk

## Wybór gospodarza

### Miasta aplikujące
Termin zgłaszania kandydatur na gospodarza Igrzysk Europejskich 2023 minął 31 maja 2019 i EOC (Europejski Komitet Olimpijski) potwierdził, że wpłynęła jedna oferta od Polskiego Komitetu Olimpijskiego – wspólna propozycja Miasta Krakowa i Małopolski.
| Miasto | Państwo |
| ------ | ------- |
| Kraków | Polska  |

### Inni kandydaci
Przedstawiciele Katowic rozważali starania o organizację Igrzysk Europejskich 2023.

### Decyzja

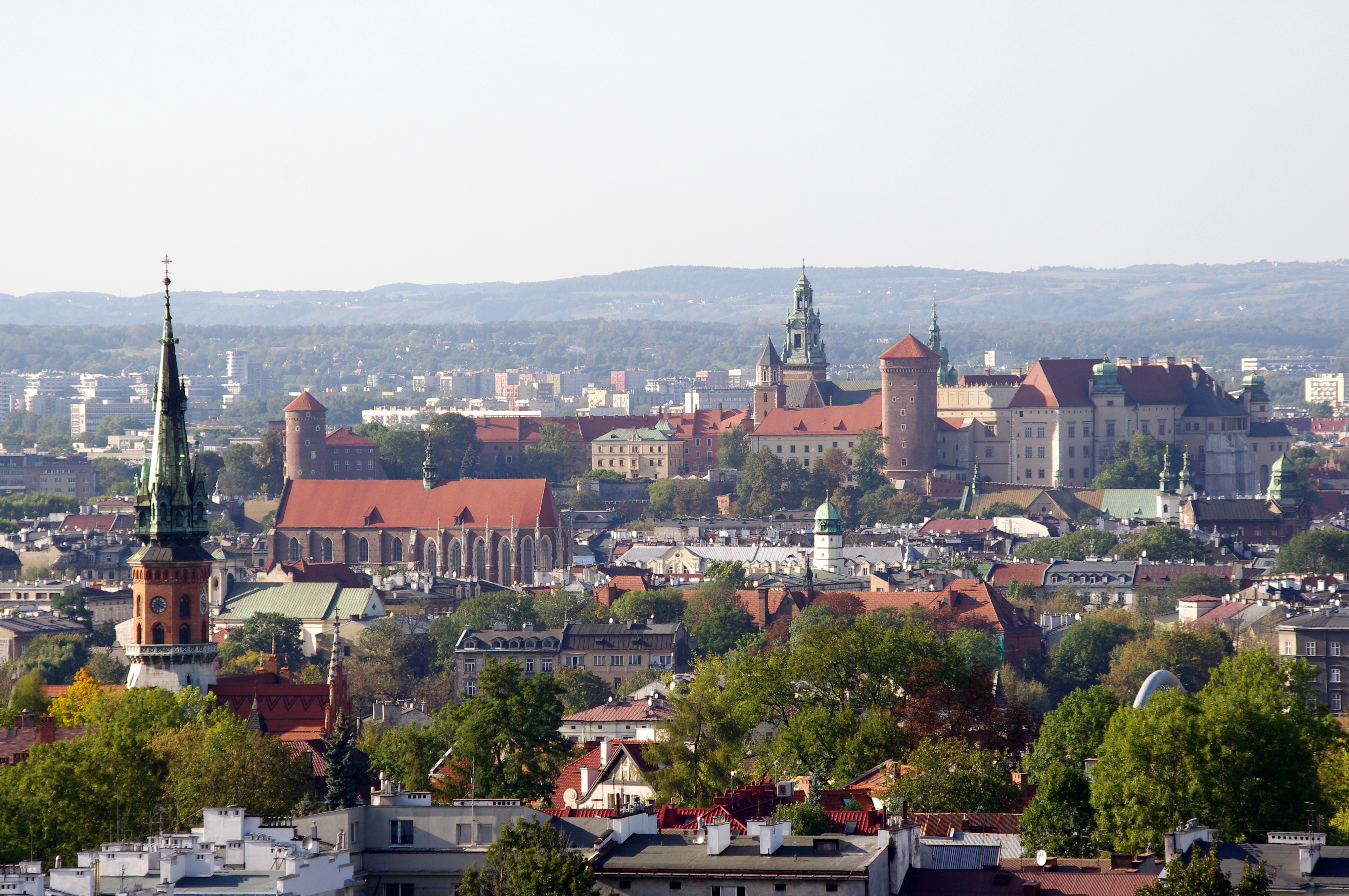
Kraków miastem-gospodarzem Igrzysk Europejskich 2023.

Oficjalny wybór został dokonany 22 czerwca 2019, podczas nadzwyczajnego walnego zgromadzenia EOC w Mińsku.

## Reprezentacje
W Igrzyskach Europejskich 2023 wzięło udział 48 reprezentacji narodowych oraz reprezentacja uchodźców.
- Reprezentacja uchodźców
- Albania
- Andora
- Armenia
- Austria
- Azerbejdżan
- Belgia
- Bośnia i Hercegowina
- Bułgaria
- Chorwacja
- Cypr
- Czarnogóra
- Czechy
- Dania
- Estonia
- Finlandia
- Francja
- Grecja
- Gruzja
- Hiszpania
- Holandia
- Irlandia
- Islandia
- Izrael
- Kosowo
- Liechtenstein
- Litwa
- Luksemburg
- Łotwa
- Macedonia Północna
- Malta
- Mołdawia
- Monako
- Niemcy
- Norwegia
- Polska (gospodarz)
- Portugalia
- Rumunia
- San Marino
- Serbia
- Słowacja
- Słowenia
- Szwajcaria
- Szwecja
- Turcja
- Ukraina
- Węgry
- Wielka Brytania
- Włochy

W wyniku rosyjskiej inwazji na Ukrainę w 2022 r. Międzynarodowy Komitet Olimpijski podjął decyzję o niezapraszaniu sportowców z Rosji i Białorusi do międzynarodowych zawodów.

## Symbole

### Emblemat

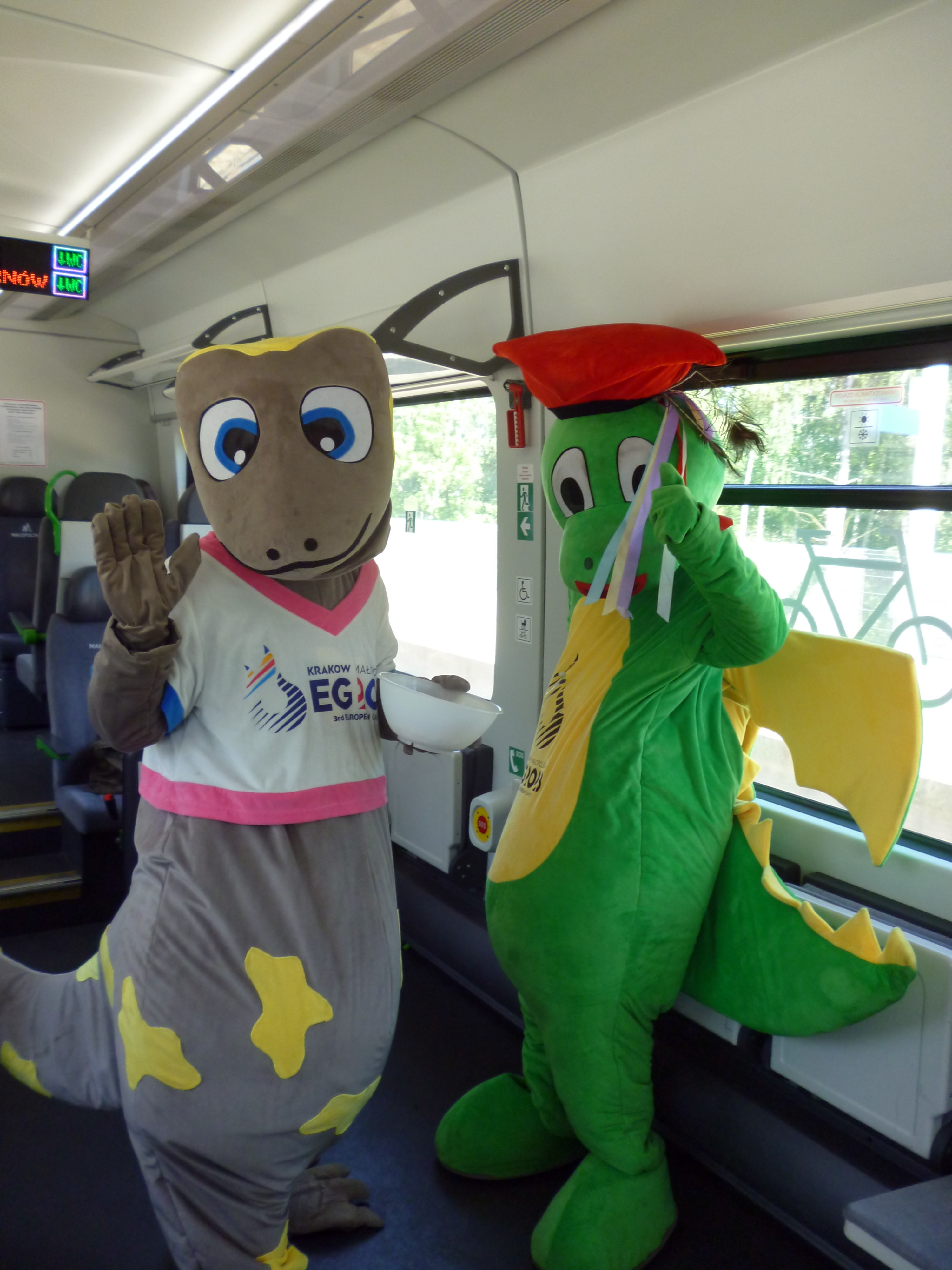
Sandra i Krakusek, maskotki Igrzysk Europejskich 2023

Oficjalny emblemat Igrzysk Europejskich 2023 został odsłonięty 21 czerwca 2022 roku. Symbol został zaprojektowany przez Marcina Salawę, przedstawia płomień zawierający wieże Bazyliki Mariackiej w Krakowie i góry Tatry, symbol krajobrazu Małopolski a barwy symbolu przedstawiają ogień i wodę, są to barwy użyte także w herbach Małopolski i Krakowa.

### Motto
Oficjalne motto Igrzysk Europejskich 2023 otrzymało brzmienie „Jesteśmy jednością” (ang.We are Unity).

### Maskotki
Spośród 2500 projektów nadesłanych w czasie konkursu zorganizowanego w 2022 r. i przeprowadzonym głosowaniu przez internautów organizator wybrał dwie prace konkursowe, projekt smoka autorstwa 15-letniej Katarzyny Biśty z Libiąża oraz salamandry narysowanej przez 10-letnią Glorię Goryl z Wojnicza. Oficjalne maskotki Igrzysk Europejskich 2023 to smok „Krakusek” który nawiązuje do historii Krakowa oraz salamandra „Sandra” to gatunek salamandry plamistej która występuje w Europie oraz południowej Polsce.

## Prawa transmisyjne
Producentem sygnału telewizyjnego Igrzysk Europejskich było konsorcjum złożone z Festival Group sp. z o. o. jako lidera oraz Spółki Mediaproducción, S.L.U. Prawa do transmisji wydarzeń sportowych podczas igrzysk wykupiły stacje telewizyjne z 50 krajów (stan 09.06.2023) z Europy oraz z Ameryki Południowej w tym także polski publiczny nadawca telewizyjny TVP.

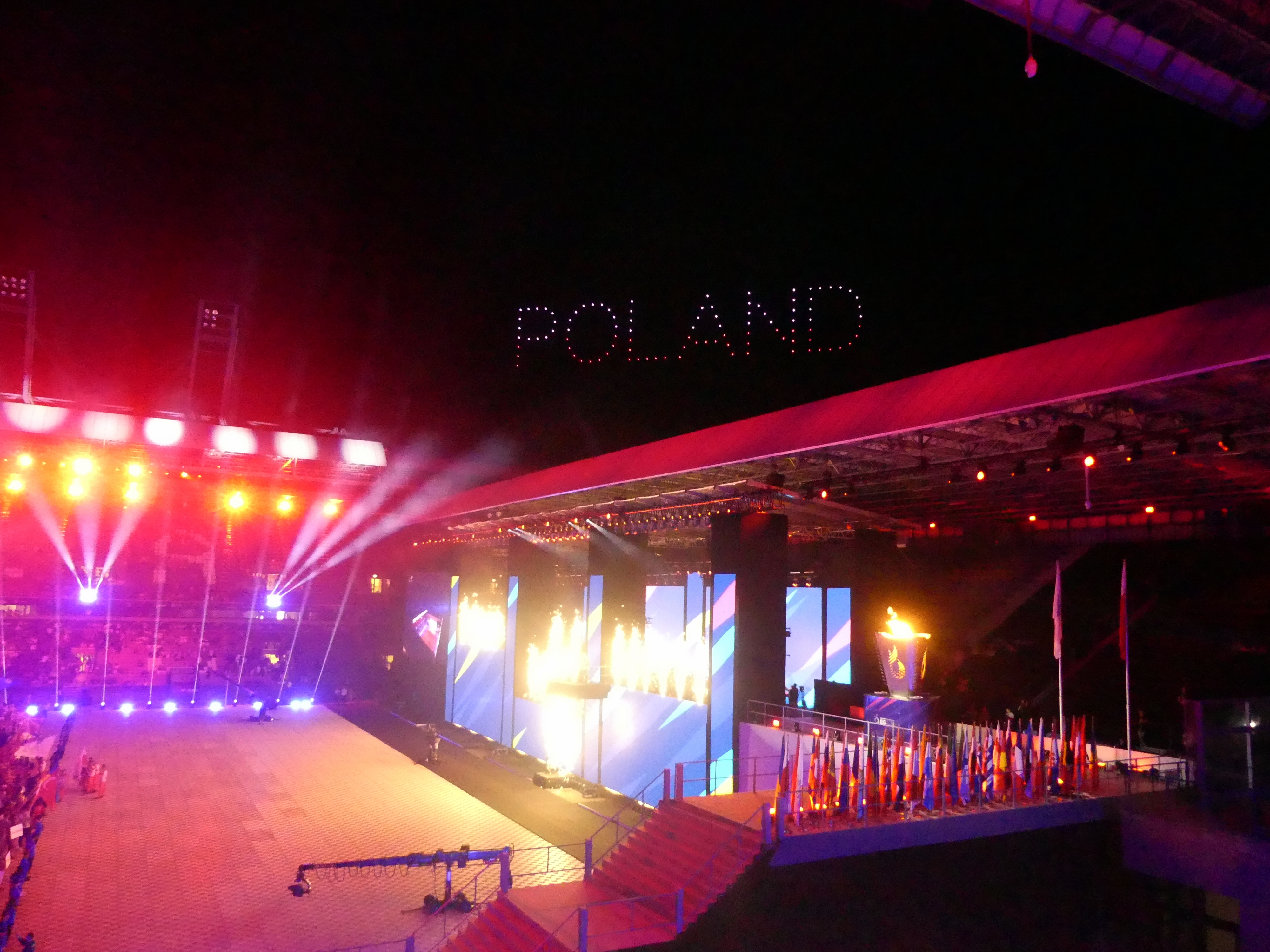
Ceremonia otwarcia igrzysk w Krakowie

## Ceremonie otwarcia i zamknięcia

### Ceremonia otwarcia
W dniu 21 czerwca o godzinie 20:30 na Stadionie Miejskim im. Henryka Reymana w Krakowie odbyła się uroczysta Ceremonia Otwarcia III Igrzysk Europejskich Kraków-Małopolska 2023. Przedstawiciele wszystkich 48 reprezentacji z Europy przemaszerowali na stadionie, prezentując barwy swoich narodów. Na scenie zostali zaprezentowani polscy artyści: Krzysztof Cugowski, Golec uOrkiestra, Zakopower, Daria ze Śląska, Kamil Bednarek, Muniek i Przyjaciele, Tribbs i Roxie Węgiel, a także ukraiński zespół Kalush Orchestra, zwycięzca Eurowizji 2022. Ponadto wystąpiły grupy taneczne.

### Ceremonia zamknięcia
Ostatni dzień Igrzysk Europejskich przypadł na niedzielę, 2 lipca, będąc jednocześnie dniem zakończenia. Ceremonia rozpoczęła się o godzinie 20:30 i potrwała do 23:00. W roli głównych gwiazd ceremonii zamknięcia Igrzysk Europejskich Kraków-Małopolska 2023 wystąpili  m.in. Doda, Viki Gabor, Sara James, DJ Gromee oraz inni artyści.

## Obiekty sportowe

### Lista obiektów

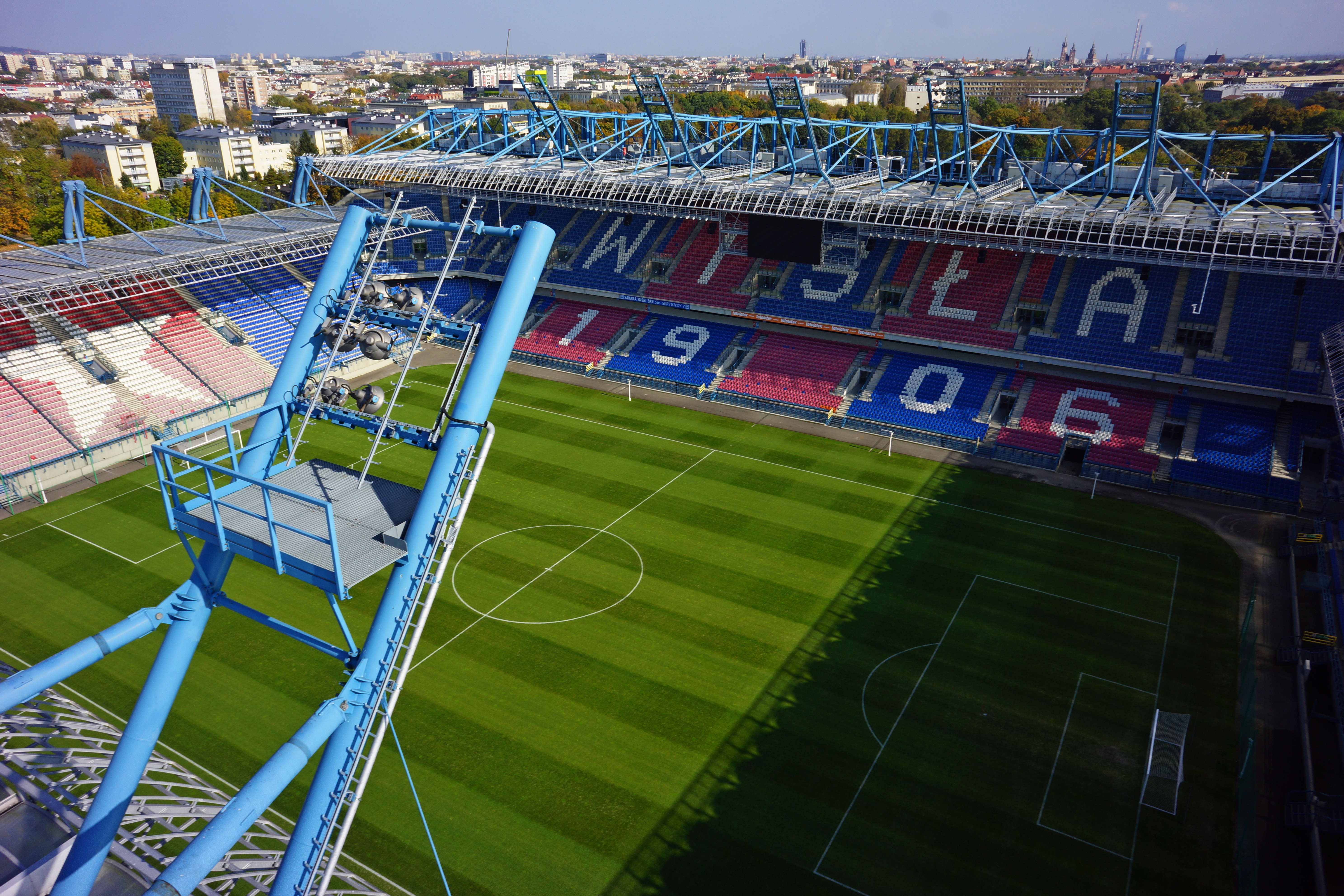
Stadion Miejski im. Henryka Reymana w Krakowie

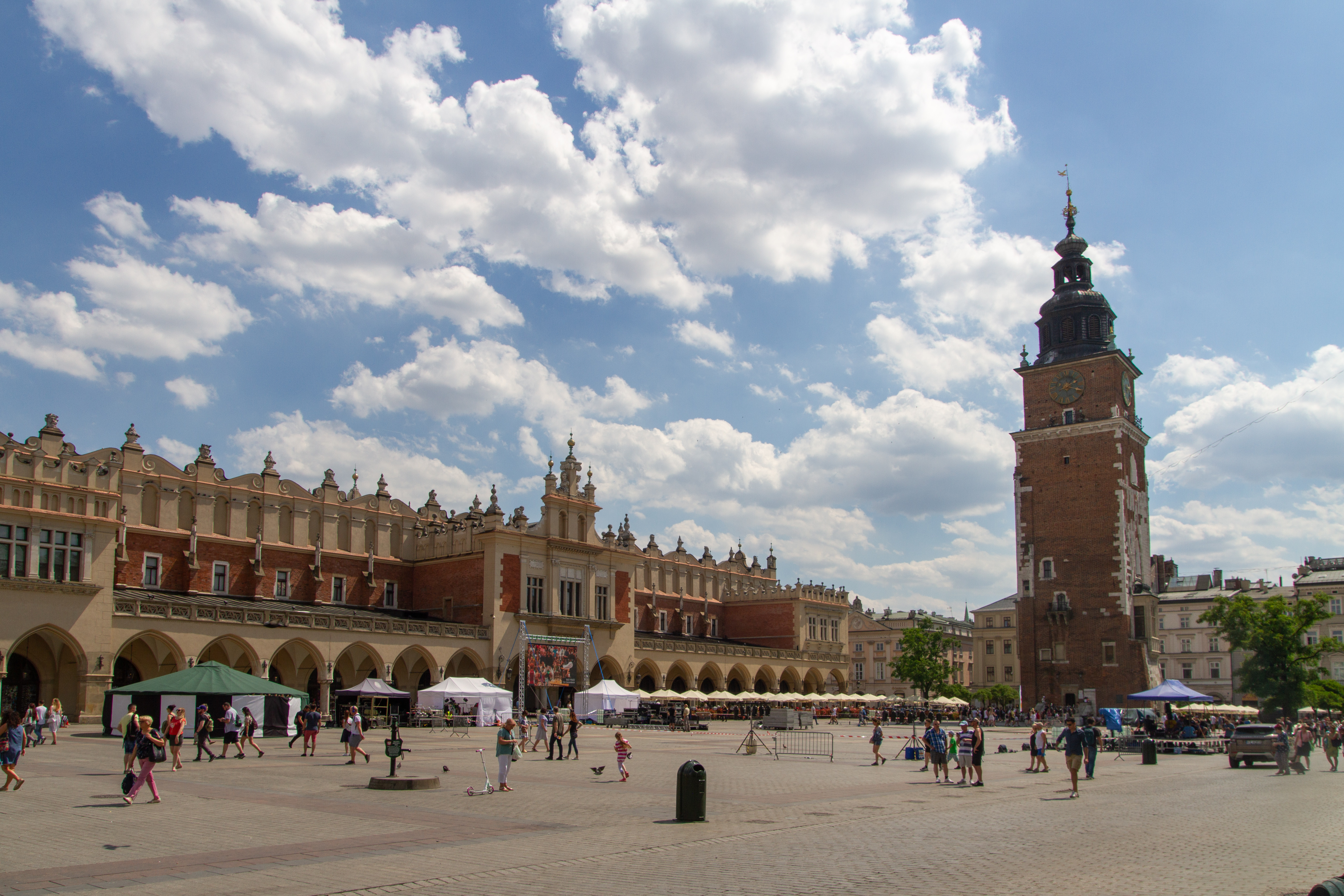
Rynek Główny w Krakowie

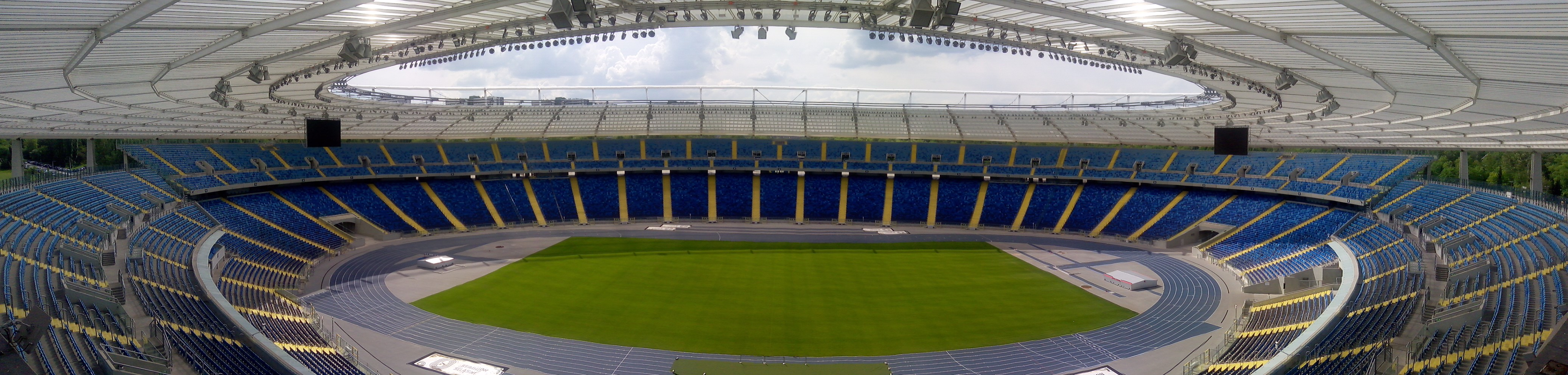
Stadion Śląski

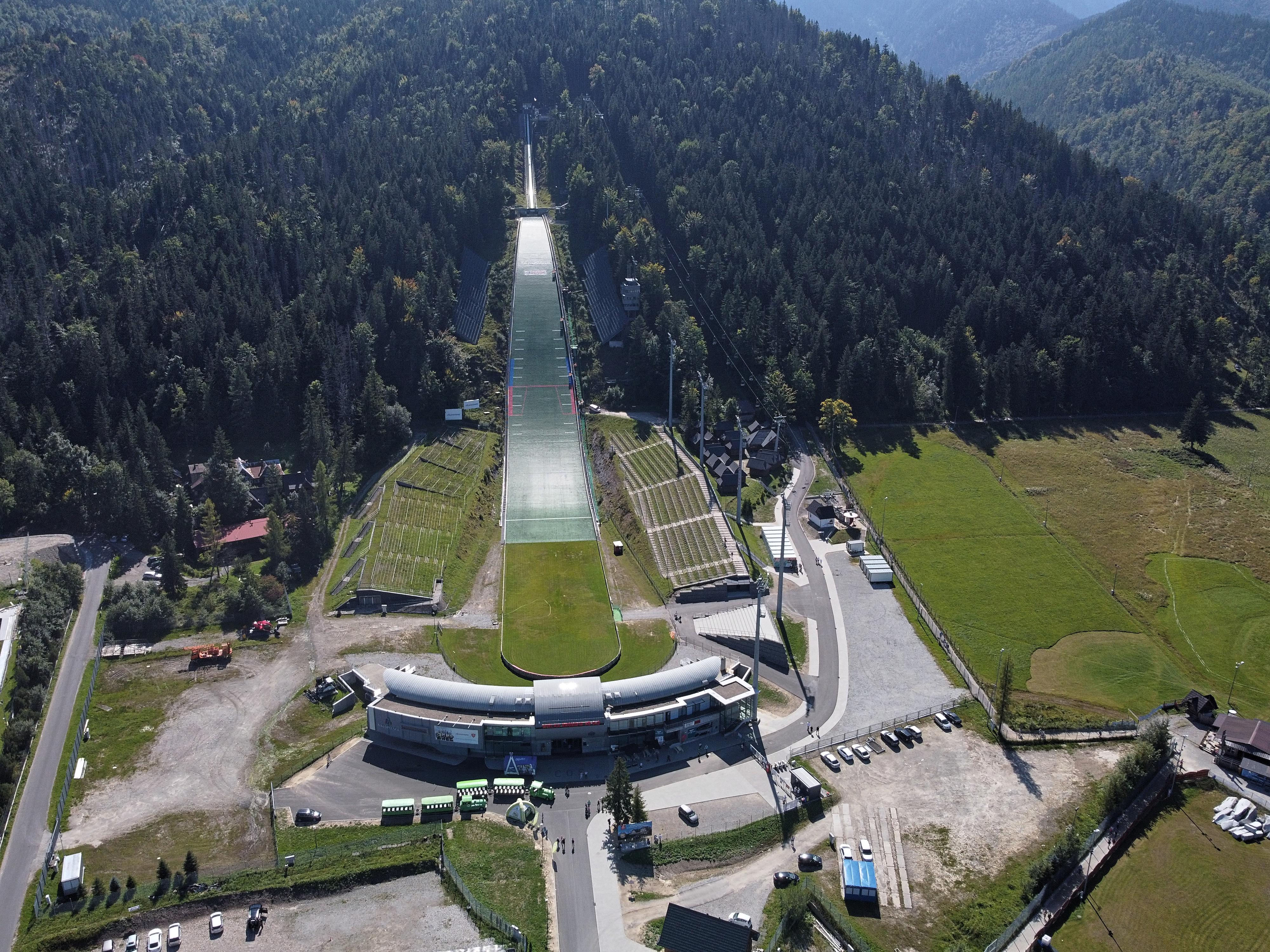
Wielka Krokiew w Zakopanem

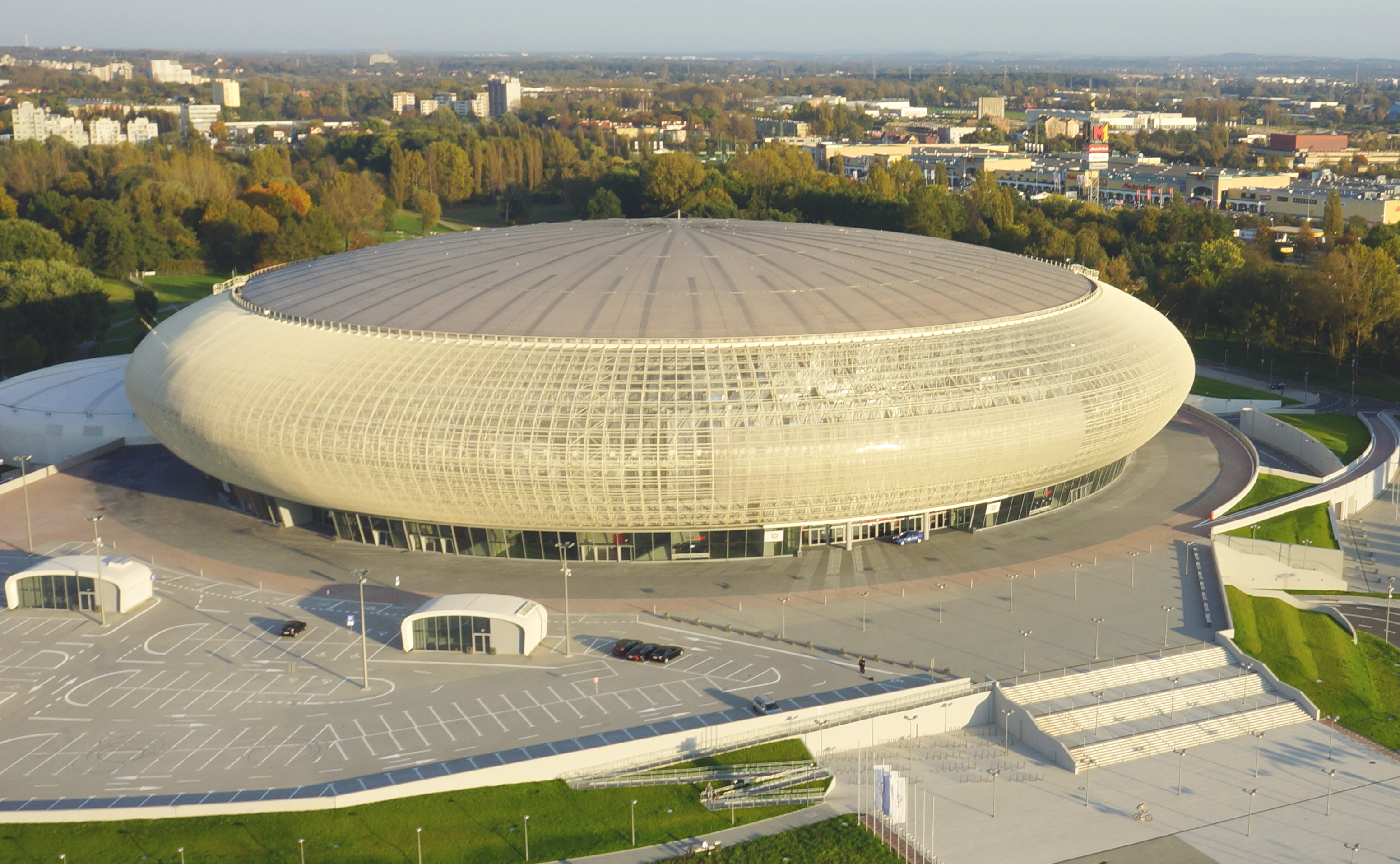
Tauron Arena Kraków

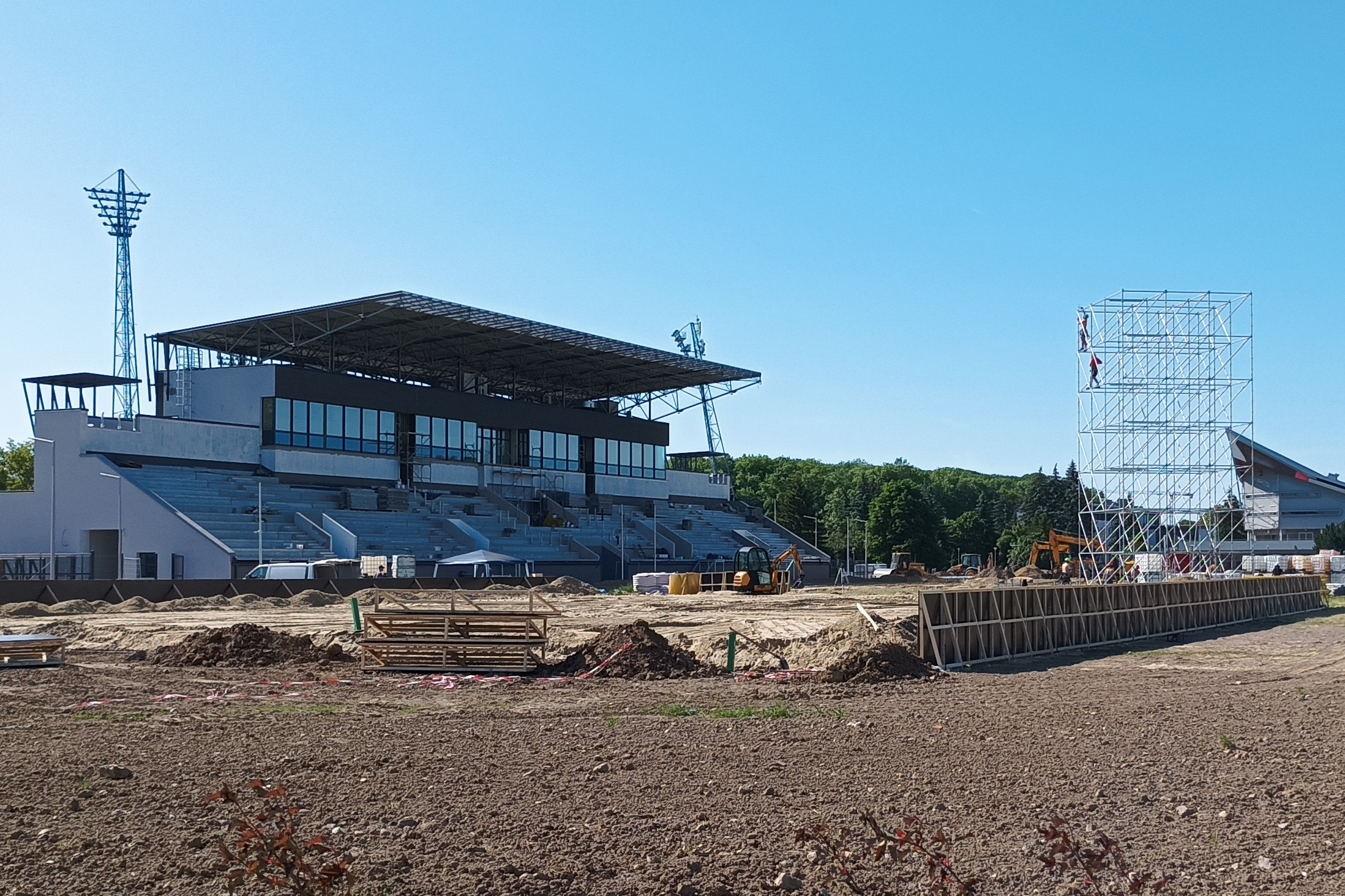
Tarnowskie Centrum Sportów Plażowych w trakcie przygotowań do IE 2023

Opracowano na podstawie materiału źródłowego.
| Obiekt                              | Nazwa po angielsku        | Wydarzenia i rozgrywane dyscypliny |
| Kraków                              | Kraków                    | Kraków                             |
| ----------------------------------- | ------------------------- | ---------------------------------- |
| Arena Hutnik                        | Hutnik Arena              | Tenis stołowy                      |
| Arena Kraków                        | Cracovia Arena            | Koszykówka 3×3                     |
| Lodowisko Cracovia                  | Cracovia Hall             | Kickboxing                         |
| Arena Płaszowianka                  | Płaszowianka Archery Park | Łucznictwo                         |
| Centrum Sportu Kolna                | Kolna Sports Centre       | Kajakarstwo (slalom)               |
| Park Zalew Nowohucki                | Nowa Huta Lake            | Triathlon                          |
| Rynek Główny                        | Krakow Mainsquare         | Padel                              |
| Rynek Główny                        | Krakow Mainsquare         | Teqball                            |
| Stadion AWF                         | AWF Sport Centre          | Pięciobój nowoczesny               |
| Stadion Miejski im. Henryka Reymana | H. Reyman Stadium         | Rugby 7                            |
| Tauron Arena Kraków                 | Tauron Arena Kraków       | Szermierka                         |
| Zalew Kryspinów                     | Kryspinów Waterway        | Kajakarstwo (sprint)               |
| Krzeszowice                         |                           |                                    |
| Krzeszowice BMX Park                | Krzeszowice BMX Park      | Kolarstwo BMX                      |
| Chorzów                             |                           |                                    |
| Stadion Śląski                      | Silesian Stadium          | Lekkoatletyka                      |
| Krynica-Zdrój                       |                           |                                    |
| Góra Parkowa                        | Krynica-Zdrój Hill Park   | Kolarstwo górskie                  |
| Arena Krynica-Zdrój                 | Krynica-Zdrój Arena       | Judo                               |
| Arena Krynica-Zdrój                 | Krynica-Zdrój Arena       | Taekwondo                          |
| Nowy Sącz                           |                           |                                    |
| Park Strzelecki                     | Strzelecki Park           | Taniec sportowy – breaking         |
| Oświęcim                            |                           |                                    |
| Pływalnia w Oświęcimiu              | Aquatics Centre           | Pływanie synchroniczne             |
| Rzeszów                             |                           |                                    |
| Arena Rzeszów                       | Diving Arena              | Skoki do wody                      |
| Tarnów                              |                           |                                    |
| Arena Jaskółka Tarnów TOSIR         | Jaskołka Arena            | Badminton                          |
| Centrum Sportów Plażowych           | Tarnów Beach Arena        | Piłka ręczna plażowa               |
| Centrum Sportów Plażowych           | Tarnów Beach Arena        | Piłka nożna plażowa                |
| Centrum Wspinaczkowe w AT           | Tarnow Climbing Centre    | Wspinaczka sportowa                |
| Wrocław                             |                           |                                    |
| Strzelnica Sportowa                 | Wroclaw Shooting Centre   | Strzelectwo                        |
| Zakopane                            |                           |                                    |
| Średnia Krokiew/Wielka Krokiew      | Zakopane Jumping Hills    | Skoki narciarskie                  |
| Nowy Targ                           |                           |                                    |
| Arena Nowy Targ                     | Nowy Targ Arena           | Boks                               |
| Bielsko-Biała                       |                           |                                    |
| Arena Bielsko-Biała                 | Bielsko-Biała Arena       | Karate                             |
| Myślenice                           |                           |                                    |
| Arena Myślenice                     | Myślenice Arena           | Boks tajski                        |

## Dyscypliny
We wrześniu 2020 ustalono wstępną listę dyscyplin planowanych do rozegrania podczas igrzysk. W październiku 2022 podczas konferencji w Zakopanem podano listę wraz z miejscami rozgrywania dyscyplin podczas igrzysk; znalazły się w nich: beach soccer, łucznictwo, lekkoatletyka, pływanie synchroniczne, badminton, koszykówka 3×3, piłka ręczna plażowa, siatkówka plażowa, taniec sportowy – breaking, kajakarstwo (slalom, sprint), kolarstwo (MTB, BMX), szermierka, judo, taekwondo, boks, kickboxing, pięciobój nowoczesny, biegi górskie, rugby 7-osobowe, strzelectwo sportowe, skoki narciarskie na igielicie, wspinaczka sportowa, tenis stołowy, triathlon, teqball, padel. W marcu 2023 dodano boks tajski oraz karate do programu igrzysk, natomiast zrezygnowano z organizacji biegów górskich.

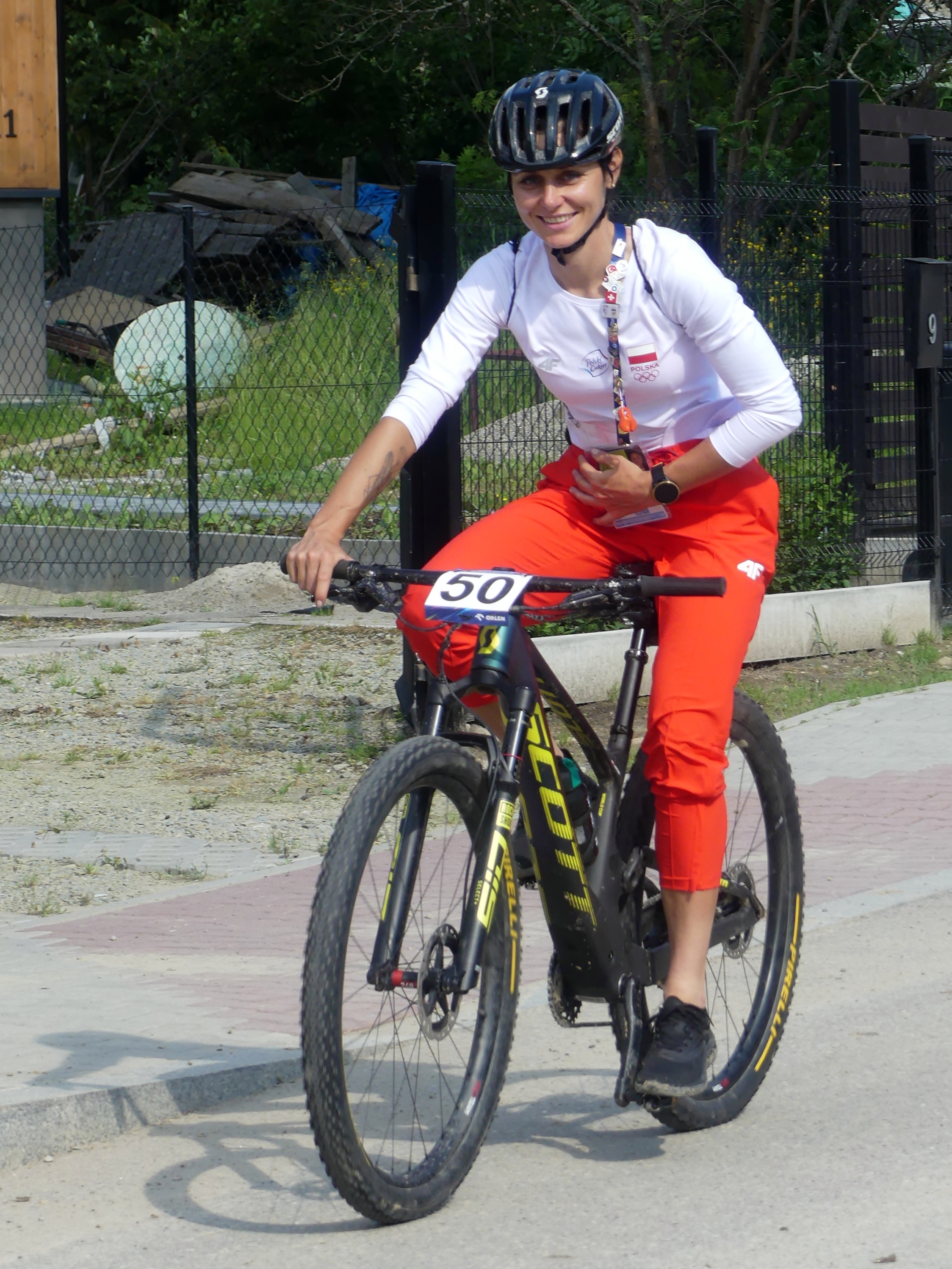
Polska zawodniczka kolarstwa górskiego Zuzanna Krzystała, Krynica-Zdrój

## Imprezy towarzyszące
W trakcie trwania Igrzysk Europejskich odbędzie się również siedem dodatkowych wydarzeń sportowych:
| Impreza towarzysząca    | Konkurencje                                            | Źródło |
| ----------------------- | ------------------------------------------------------ | ------ |
| AMP Futbol              | Turniej Ligi Narodów – Dywizja A (mężczyzn)            | [ 20 ] |
| Biegi górskie           | Bieg Górski Mężczyzn i Kobiet                          | [ 21 ] |
| Bieg na orientację      | Bieg na orientację Mężczyzn i Kobiet                   | [ 22 ] |
| Sumo                    | Turniej Ligi Narodów – Dywizja A (mężczyzn)            | [ 23 ] |
| Szachy                  | Open i Kobiety                                         | [ 24 ] |
| Tradycyjne sztuki walki |                                                        | [ 25 ] |
| Wyścigi samochodowe     | 14 Wyścig Górski Limanowa i 11 Rajd Polski Historyczny | [ 26 ] |

## Kalendarz
Na podstawie:
| OC | Ceremonia otwarcia | ● | Dzień zawodów | 1 | Finał | CC | Ceremonia zamknięcia |

| Dyscypliny (29 dyscyplin) | Dyscypliny (29 dyscyplin) | czerwiec 2023 | czerwiec 2023 | czerwiec 2023 | czerwiec 2023 | czerwiec 2023 | czerwiec 2023 | czerwiec 2023 | czerwiec 2023 | czerwiec 2023 | czerwiec 2023 | czerwiec 2023 | lipiec 2023 | lipiec 2023 | Konkurencje Medalowe |
| Dyscypliny (29 dyscyplin) | Dyscypliny (29 dyscyplin) | 20 WT         | 21 ŚR         | 22 CZW        | 23 PIĄ        | 24 SB         | 25 ND         | 26 PN         | 27 WT         | 28 ŚR         | 29 CZW        | 30 PIĄ        | 1 SB        | 2 ND        | Konkurencje Medalowe |
| ------------------------- | ------------------------- | ------------- | ------------- | ------------- | ------------- | ------------- | ------------- | ------------- | ------------- | ------------- | ------------- | ------------- | ----------- | ----------- | -------------------- |
| Ceremonie                 | Ceremonie                 |               | OC            |               |               |               |               |               |               |               |               |               |             | CC          | –                    |
| Badminton                 | Badminton                 |               |               |               |               |               |               | ●             | ●             | ●             | ●             | ●             | 2           | 3           | 5                    |
| Breakdance                | Breakdance                |               |               |               |               |               |               | ●             | 2             |               |               |               |             |             | 2                    |
| Boks                      | Boks                      |               |               | ●             | ●             | ●             | ●             | ●             | ●             | ●             |               | ●             | 7           | 6           | 13                   |
| Boks tajski               | Boks tajski               |               |               |               |               |               | ●             | ●             | 10            |               |               |               |             |             | 10                   |
| Judo                      | Judo                      |               |               |               |               |               |               |               |               |               |               |               | 1           |             | 1                    |
| Kajakarstwo               | slalom                    |               |               |               |               |               |               |               |               |               | 2             | 2             | 2           | 4           | 10                   |
| Kajakarstwo               | sprint                    |               | ●             | 4             | 6             | 6             |               |               |               |               |               |               |             |             | 16                   |
| Karate                    | Karate                    |               |               | 6             | 6             |               |               |               |               |               |               |               |             |             | 12                   |
| Kickboxing                | Kickboxing                |               |               |               |               |               |               |               |               |               |               | ●             | ●           | 16          | 16                   |
| Kolarstwo                 | BMX                       |               | ●             | 2             |               |               |               |               |               |               |               |               |             |             | 2                    |
| Kolarstwo                 | Górskie                   |               |               |               |               |               | 2             |               |               |               |               |               |             |             | 2                    |
| Koszykówka 3x3            | Koszykówka 3x3            |               | ●             | ●             | ●             | 2             |               |               |               |               |               |               |             |             | 2                    |
| Lekkoatletyka             | Lekkoatletyka             | ●             | ●             | ●             | 12            | 13            | 12            |               |               |               |               |               |             |             | 37                   |
| Łucznictwo                | Łucznictwo                |               |               |               | ●             | 2             | 2             | ●             | ●             | 2             | 2             |               |             |             | 8                    |
| Padel                     | Padel                     |               | ●             | ●             | ●             | ●             | 3             |               |               |               |               |               |             |             | 3                    |
| Pięciobój nowoczesny      | Pięciobój nowoczesny      |               |               |               |               |               | ●             | ●             | ●             | ●             | 1             |               | 4           |             | 5                    |
| Piłka nożna plażowa       | Piłka nożna plażowa       |               |               |               |               |               |               |               | ●             | ●             | ●             | ●             | 2           |             | 2                    |
| Piłka ręczna plażowa      | Piłka ręczna plażowa      | ●             | ●             | 2             |               |               |               |               |               |               |               |               |             |             | 2                    |
| Pływanie synchroniczne    | Pływanie synchroniczne    |               | ●             | 2             | 2             | 2             | 2             |               |               |               |               |               |             |             | 8                    |
| Rugby 7                   | Rugby 7                   |               |               |               |               |               | ●             | ●             | 2             |               |               |               |             |             | 2                    |
| Skoki do wody             | Skoki do wody             |               |               | 1             | 2             | 2             | 2             | 2             | 2             | 2             |               |               |             |             | 13                   |
| Skoki narciarskie         | Skoki narciarskie         |               |               |               |               |               |               |               | 1             | 1             | 1             | 1             | 1           |             | 5                    |
| Strzelectwo               | Strzelectwo               |               |               | 3             | 3             | 4             | 3             | 3             | 3             | 2             | 2             | 3             | 2           | 2           | 30                   |
| Szermierka                | Szermierka                |               |               |               |               |               | 2             | 2             | 2             | 2             | 2             | 2             |             |             | 12                   |
| Taekwondo                 | Taekwondo                 |               |               |               | 4             | 4             | 4             | 4             |               |               |               |               |             |             | 16                   |
| Teqball                   | Teqball                   |               |               |               |               |               |               |               |               | 1             | 1             | 1             | 2           |             | 5                    |
| Tenis stołowy             | Tenis stołowy             |               |               |               | ●             | ●             | ●             | 1             | 2             | ●             | ●             | ●             | 2           |             | 5                    |
| Triathlon                 | Triathlon                 |               |               |               |               |               |               |               | 1             | 1             |               |               | 1           |             | 3                    |
| Wspinaczka sportowa       | Wspinaczka sportowa       |               |               | 1             | 1             | 2             | 2             |               |               |               |               |               |             |             | 6                    |
| Suma finałów              | Suma finałów              | –             | 0             | 21            | 36            | 37            | 34            | 12            | 25            | 11            | 11            | 9             | 26          | 31          | 253                  |
| czerwiec/lipiec 2023      | czerwiec/lipiec 2023      | 20 WT         | 21 ŚR         | 22 CZW        | 23 PIĄ        | 24 SB         | 25 ND         | 26 PN         | 27 WT         | 28 ŚR         | 29 CZW        | 30 PIĄ        | 1 SB        | 2 ND        | Konkurencje Medalowe |

## Klasyfikacja medalowa
*   Gospodarz (Polska)
| Miejsce | Reprezentacja        | Złoto | Srebro | Brąz | Razem |
| ------- | -------------------- | ----- | ------ | ---- | ----- |
| 1       | Włochy               | 35    | 26     | 39   | 100   |
| 2       | Hiszpania            | 21    | 17     | 19   | 57    |
| 3       | Ukraina              | 21    | 12     | 8    | 41    |
| 4       | Niemcy               | 20    | 16     | 27   | 63    |
| 5       | Francja              | 17    | 19     | 26   | 62    |
| 6       | Polska*              | 13    | 19     | 18   | 50    |
| 7       | Wielka Brytania      | 12    | 10     | 27   | 49    |
| 8       | Węgry                | 10    | 10     | 18   | 38    |
| 9       | Turcja               | 9     | 9      | 20   | 38    |
| 10      | Holandia             | 8     | 6      | 5    | 19    |
| 11      | Czechy               | 7     | 10     | 11   | 28    |
| 12      | Austria              | 7     | 6      | 6    | 19    |
| 13      | Szwajcaria           | 7     | 5      | 12   | 24    |
| 14      | Dania                | 7     | 5      | 5    | 17    |
| 15      | Rumunia              | 6     | 6      | 5    | 17    |
| 16      | Norwegia             | 6     | 4      | 5    | 15    |
| 17      | Chorwacja            | 5     | 4      | 4    | 13    |
| 18      | Irlandia             | 4     | 4      | 5    | 13    |
| 19      | Gruzja               | 4     | 2      | 3    | 9     |
| 20      | Słowenia             | 3     | 8      | 2    | 13    |
| 21      | Portugalia           | 3     | 7      | 6    | 16    |
| 22      | Serbia               | 3     | 6      | 7    | 16    |
| 23      | Bułgaria             | 3     | 4      | 5    | 12    |
| 24      | Azerbejdżan          | 3     | 2      | 6    | 11    |
| 25      | Łotwa                | 3     | 2      | 2    | 7     |
| 26      | Szwecja              | 2     | 7      | 5    | 14    |
| 27      | Grecja               | 2     | 5      | 10   | 17    |
| 28      | Belgia               | 2     | 5      | 6    | 13    |
| 29      | Litwa                | 2     | 2      | 4    | 8     |
| 30      | Finlandia            | 2     | 1      | 5    | 8     |
| 31      | Estonia              | 2     | 1      | 0    | 3     |
| 32      | Albania              | 2     | 0      | 0    | 2     |
| 33      | Słowacja             | 1     | 4      | 3    | 8     |
| 34      | Izrael               | 1     | 1      | 3    | 5     |
| 35      | Mołdawia             | 1     | 0      | 1    | 2     |
| 36      | Cypr                 | 0     | 3      | 2    | 5     |
| 37      | Armenia              | 0     | 1      | 2    | 3     |
| 38      | Luksemburg           | 0     | 1      | 1    | 2     |
| 39      | Macedonia Północna   | 0     | 1      | 0    | 1     |
| 39      | Bośnia i Hercegowina | 0     | 1      | 0    | 1     |
| 39      | Monako               | 0     | 1      | 0    | 1     |
| Razem   | Razem                | 254   | 253    | 333  | 840   |

Źródło: 